# Вершинская
Верши́нская (сибирскотат. 
Агытбаш) — деревня в Вагайском районе Тюменской области России. Входит в состав Вершинского сельского поселения.

## География
Деревня находится в восточной части Тюменской области, в пределах подтаёжно-лесостепного района лесостепной зоны, на правом берегу реки Агитка, на расстоянии примерно 90 км (по прямой) к юго-востоку от села Вагай, административного центра района. Абсолютная высота — 72 м над уровнем моря.
Часовой пояс
Деревня Вершинская, как и вся Тюменская область, находится в часовой зоне МСК+2. Смещение применяемого времени относительно UTC составляет +5:00.

## Население
| 2010 |
| ---- |
| 149  |

Половой состав
По данным Всероссийской переписи населения 2010 года, в гендерной структуре населения мужчины составляли 53,7 %, женщины — соответственно 46,3 %.
Национальный состав
Согласно результатам переписи 2002 года, в национальной структуре населения татары составляли 100 % из 183 чел.